# Längdskidåkning vid olympiska vinterspelen 1980
Längdskidåkning vid olympiska vinterspelen 1980 i Lake Placid, New York, USA.

## Medaljörer

### Herrar
| Gren                                 | Guld                                                                             | Guld       | Silver                                                       | Silver     | Brons                                                                 | Brons      |
| 15 kilometer Detaljer...             | Thomas Wassberg Sverige                                                          | 41:57,63   | Juha Mieto Finland                                           | 41:57,64   | Ove Aunli Norge                                                       | 42:28,62   |
| 30 kilometer Detaljer...             | Nikolaj Zimjatov Sovjetunionen                                                   | 1:27:02,80 | Vasilij Rotjev Sovjetunionen                                 | 1:27:34,22 | Ivan Lebanov Bulgarien                                                | 1:28:03,87 |
| 50 kilometer Detaljer...             | Nikolaj Zimjatov Sovjetunionen                                                   | 2:27:24,60 | Juha Mieto Finland                                           | 2:30:20,52 | Aleksandr Zavjalov Sovjetunionen                                      | 2:30:51,52 |
| 4 x 10 kilometer stafett Detaljer... | Sovjetunionen Vasilij Rotjev Nikolaj Bazjukov Jevgenij Beljajev Nikolaj Zimjatov | 1:57:03,46 | Norge Lars Erik Eriksen Per Knut Aaland Ove Aunli Oddvar Brå | 1:58:45,77 | Finland Harri Kirvesniemi Pertti Teurajärvi Matti Pitkänen Juha Mieto | 2:00:00,18 |

### Damer
| Gren                                | Guld                                                                     | Guld       | Silver                                                                     | Silver     | Brons                                                    | Brons      |
| 5 kilometer Detaljer...             | Raisa Smetanina Sovjetunionen                                            | 15:06,92   | Hilkka Riihivuori Finland                                                  | 15:11,96   | Květa Jeriová Tjeckoslovakien                            | 15:23,44   |
| 10 kilometer Detaljer...            | Barbara Petzold Östtyskland                                              | 30:31,54   | Hilkka Riihivuori Finland                                                  | 30:35,05   | Helena Takalo Finland                                    | 30:45,25   |
| 4 x 5 kilometer stafett Detaljer... | Östtyskland Marlies Rostock Carola Anding Veronika Hesse Barbara Petzold | 1:02:11,10 | Sovjetunionen Nina Balditjova Nina Rotjeva Galina Kulakova Raisa Smetanina | 1:03:18,30 | Norge Brit Pettersen Anette Bøe Marit Myrmæl Berit Aunli | 1:04:13,50 |